# Kungslena distrikt
Kungslena distrikt är ett distrikt i Tidaholms kommun och Västra Götalands län. 
Distriktet ligger nordväst om Tidaholm. 

## Tidigare administrativ tillhörighet
Distriktet inrättades 2016 och utgörs av socknen Kungslena i Tidaholms kommun.
Området motsvarar den omfattning Kungslena församling hade vid årsskiftet 1999/2000.